# Mesadenus glaziovii
Mesadenus glaziovii är en orkidéart som först beskrevs av Célestin Alfred Cogniaux, och fick sitt nu gällande namn av Rudolf Schlechter. Mesadenus glaziovii ingår i släktet Mesadenus och familjen orkidéer. Inga underarter finns listade i Catalogue of Life.